# Isabella Beeton
Isabella Mary Beeton (nata Mayson; Marylebone, 12 marzo 1836 – Swanscombe, 6 febbraio 1865) è stata una giornalista e scrittrice britannica. Il suo nome è associato particolarmente al suo primo libro, l'opera del 1861 Mrs Beeton's Book of Household Management (Il libro di gestione domestica di Mrs Beeton). Nacque a Londra e, dopo avere frequentato le scuole a Islington, Londra nord, e Heidelberg, Germania, sposò Samuel Orchart Beeton, un ambizioso editore e direttore di riviste.
Nel 1857, meno di un anno dopo il matrimonio, Isabella cominciò a scrivere per una delle pubblicazioni di suo marito, The Englishwoman's Domestic Magazine (La rivista domestica della donna inglese). Traduceva narrativa francese e scriveva la rubrica di cucina, benché tutte le sue ricette fossero plagiate da altre opere o mandate dai lettori della rivista. Nel 1859 i Beeton lanciarono una serie di supplementi mensili di 48 pagine a The Englishwoman's Domestic Magazine; i 24 numeri furono pubblicati in unico volume con il titolo Mrs Beeton's Book of Household Management nell'ottobre 1861, che vendette 60.000 copie nel primo anno. Isabella stava lavorando a una versione ridotta del suo libro, che doveva intitolarsi The Dictionary of Every-Day Cookery (Il dizionario della cucina quotidiana), quando morì di febbre puerperale nel febbraio 1865 all'età di 28 anni. Diede alla luce quattro figli, due dei quali morirono nell'infanzia, ed ebbe vari aborti. In due delle sue biografe, Nancy Spain e Kathryn Hughes, postulano la teoria che Samuel avesse inconsapevolmente contratto la sifilide in una relazione prematrimoniale con una prostituta, e avesse involontariamente trasmesso la malattia a sua moglie.
Il Libro di gestione domestica è stato corretto, rivisto e ampliato varie volte a partire dalla morte di Isabella ed è ancora in stampa al 2016. Scrittori di alimentazione hanno affermato che le edizioni successive dell'opera erano assai lontane e inferiori alla versione originale. Vari scrittori di cucina, comprese Elizabeth David e Clarissa Dickson Wright, hanno criticato l'opera di Isabella, particolarmente il suo uso di ricette altrui. Altri, come la scrittrice di alimentazione Bee Wilson, considerano la censura eccessiva, e che Beeton e la sua opera dovrebbero essere giudicate straordinarie e ammirevoli. Il suo nome è diventato associato alla conoscenza e all'autorità sulla cucina e l'economia domestica vittoriane, e l'Oxford English Dictionary afferma che verso il 1891 il termine Mrs Beeton era ormai usato come nome generico per indicare un'autorità in materie domestiche. Si ritiene che ella abbia anche avuto una notevole influenza nella costruzione o nella formazione di un'identità del ceto medio dell'era vittoriana.

## Biografia

### Vita iniziale, 1836–54

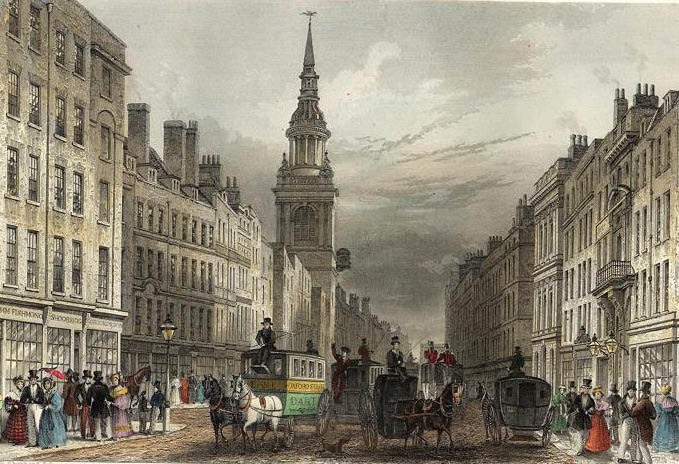
Cheapside, Londra, dove Isabella e la sua famiglia si trasferirono nel 1836

Isabella Mayson nacque il 14 marzo 1836 a Marylebone, Londra. Era la maggiore delle tre figlie di Benjamin Mayson, un rappresentante di biancheria (commerciante) e di sua moglie Elizabeth (nata Jerrom). Poco dopo la nascita di Isabella la famiglia si trasferì a Milk Street, Cheapside, da dove Benjamin si dedicò al commercio. Morì quando Isabella aveva quattro anni, ed Elizabeth, incinta e non in grado di riuscire ad allevare i figli da sola mentre manteneva l'attività di Benjamin, mandò le sue due figlie maggiori a vivere con dei parenti. Isabella andò a vivere con suo nonno paterno, recentemente rimasto vedovo, a Great Orton, Cumberland, benché sia ritornata con sua madre entro i due anni successivi.

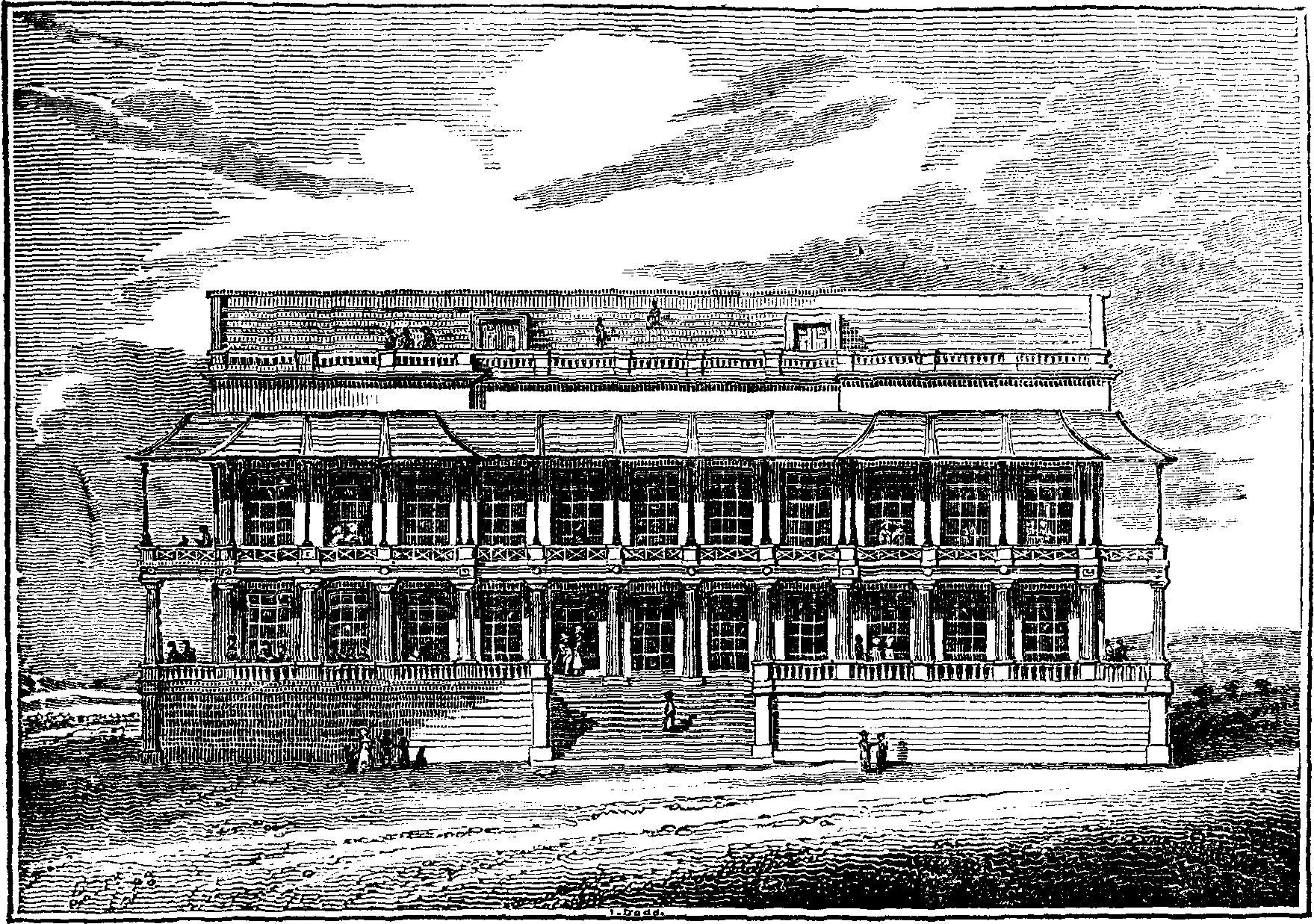
La nuova tribuna delle corse nella Pista da corsa di Epsom nel 1829

Tre anni dopo la morte di Benjamin Elizabeth sposò Henry Dorling, un vedovo con quattro figli. Henry era il commissario di gara della Pista da corsa di Epsom, e gli era stata comcessa la residenza dentro il campo della pista da corsa. La famiglia, inclusa la madre di Elizabeth, si trasferì nel Surrey e nei venti anni successivi Henry ed Elizabeth ebbero altri tredici figli. Isabella fu determinante nell'allevamento dei suoi fratelli, e si riferiva collettivamente a loro come a un "carico vivente di bambini". L'esperienza le diede grande conoscenza e capacità su come gestire una famiglia e la sua casa.
Dopo una breve educazione presso un collegio a Islington, nel 1851 Isabella fu mandata a scuola a Heidelberg, Germania, accompagnata dalla sua sorellastra Jane Dorling. Isabella divenne abile nel piano ed eccellette in francese e tedesco; acquisì anche la conoscenza e l'esperienza nel fare paste e pasticcini.. Ritornata ad Epsom verso l'estate del 1854 prese ulteriori lezioni per fare paste e pasticcini da un fornaio locale.

### Matrimonio e carriera, 1854–61
Intorno al 1854 Isabella cominciò una relazione con Samuel Orchart Beeton. La sua famiglia aveva vissuto a Milk Street nello stesso periodo dei Mayson – il padre di Samuel gestiva ancora là la Dolphin Tavern — e le sorelle di Samuel avevano frequentato la stessa scuola di Heidelberg come Isabella. Samuel fu il primo editore britannico de La capanna dello zio Tom di Harriet Beecher Stowe nel 1852 e aveva anche fatto uscire due giornali innovativi e pionieristici: The Englishwoman's Domestic Magazine (La rivista domestica della donna inglese) nel 1852 e la rivista Boys' Own (Dei ragazzi) nel 1855. Nel 1855 la coppia entrò in una fitta corrispondenza — nella quale Isabella firmava le sue lettere come "Fatty" ("Cicciottella") — e annunciarono il loro fidanzamento nel giugno 1855. Il matrimonio ebbe luogo nella chiesa di St Martin, Epsom, nel luglio dell'anno seguente, e fu annunciato in The Times Samuel era "un discreto ma fermo sostenitore dell'uguaglianza delle donne" e la loro relazione, sia personale che professionale, era una società paritaria. La coppia andò a Parigi per un viaggio di nozze di tre settimane, dopo il quale la madre di Samuel li raggiunse per una visita ad Heidelberg. Ritornarono in Gran Bretagna in agosto, quando i novelli sposi si trasferirono al 2 di Chandos Villas, una grande casa in stile italianeggiante a Pinner.

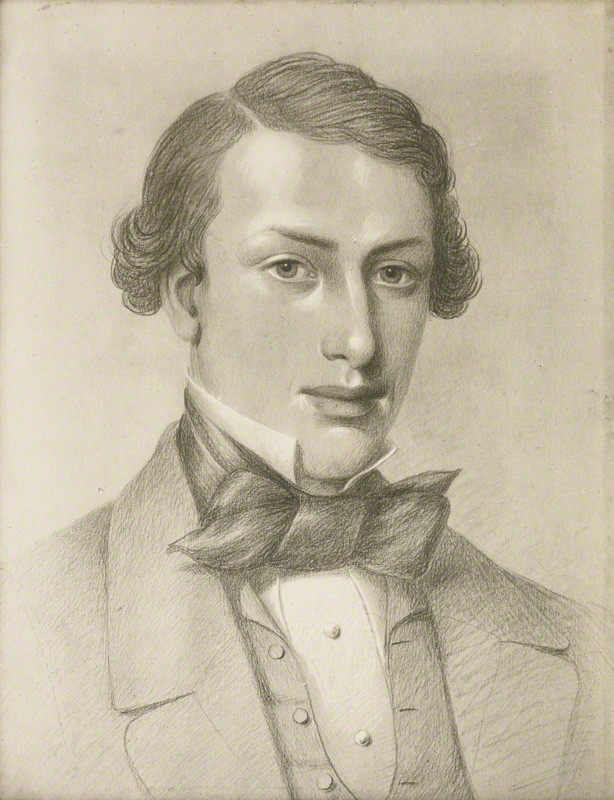
Samuel Orchart Beeton nel 1860

Entro un mese dal ritorno dalla loro luna di miele Isabella rimase incinta. Poche settimane prima della nascita, Samuel persuase sua moglie a contribuire a The Englishwoman's Domestic Magazine, una pubblicazione che le scrittrici di alimentazione Mary Aylett e Olive Ordish considerano fosse "ideata per rendere le donne contente della loro sorte dentro la casa, non per interessarle al mondo esterno". La rivista aveva un prezzo accessibile, era mirata alle giovani donne del ceto medio e commercialmente fu un successo, vendendo 50.000 numeri al mese verso il 1856. Isabella cominciò traducendo narrativa francese per la pubblicazione come storie o serie. Poco dopo aveva iniziato a lavorare sulla rubrica di cucina — che era rimasta moribonda per i precedenti sei mesi in seguito alla partenza del precedente corrispondente — e l'articolo sulla famiglia. Il figlio dei Beeton, Samuel Orchart, nacque verso la fine di maggio del 1857, ma morì alla fine di agosto quell'anno. Sul certificato di morte, la causa della morte fu indicata come diarrea e colera, sebbene la Hughes ipotizzi che Samuel senior avesse involontariamente contratto la sifilide in un rapporto prematrimoniale con una prostituta, e avesse inconsapevolmente trasmesso la condizione a sua moglie, che avrebbe infettato suo figlio.
Mentre affrontava la perdita di suo figlio, Isabella continuò a lavorare a The Englishwoman's Domestic Magazine. Sebbene non fosse una cuoca abituale, lei e Samuel ottennero le ricette da altre fonti. Una richiesta di ricevere le ricette personali dei lettori fece sì che ne fossero inviate oltre 2.000, che furono selezionate e curate dai Beeton. Anche le opere pubblicate venivano copiate, in gran parte senza attribuirle a nessuna delle fonti. Tra queste vi erano Modern Cookery for Private Families (Cucina moderna per le famiglie private) di Eliza Acton, The Experienced English Housekeeper (La massaia inglese esperta) di Elizabeth Raffald, Le Pâtissier royal parisien (Il pasticciere reale parigino) di Marie-Antoine Carême, The French Cook (Il cuoco francese) di Louis Eustache Ude, The Modern Housewife or, Ménagère (La massaia moderna o, Mènagère) e The Pantropheon (Il Pantrofeo) di Alexis Soyer, The Art of Cookery Made Plain and Easy (L'arte della cucina chiara e facile) di Hannah Glasse, A New System of Domestic Cookery (Un nuovo sistema di cucina domestica) di Maria Eliza Rundell e le opere di Charles Elmé Francatelli. Suzanne Daly e Ross G. Forman, nel loro esame della cultura culinaria vittoriana, considerano che il plagio fa della rivista "un importante indice della società del periodo medio vittoriano e del ceto medio" perché la produzione del testo da parte dei suoi lettori assicura che essa sia una raccolta di ciò che veniva effettivamente cucinato e mangiato a quel tempo. Nel copiare le ricette di altri, Isabella stava seguendo la raccomandazione datale da Henrietta English, un'amica di famiglia, che scrisse che "La cucina è una scienza che si impara solo mediante lunga esperienza e anni di studio che voi naturalmente non avete avuto. Perciò il mio consiglio sarebbe di compilare un libro di ricette da una varietà dei migliori libri pubblicati sulla cucina e il cielo sa che c'è una gran varietà per te da cui scegliere."

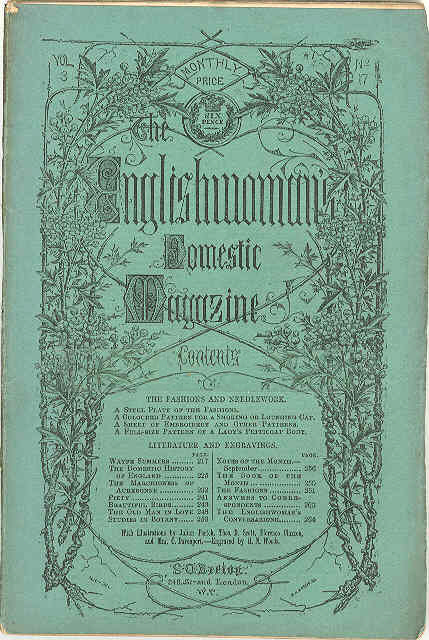
The Englishwoman's Domestic Magazine, settembre 1861

I Beetons seguirono in parte lo schema delle ricette della Acton, sebbene con una importante modifica: mentre la Acton forniva il metodo di cucinare seguito da una lista degli ingredienti richiesti, le ricette in The Englishwoman's Domestic Magazine elencavano i componenti prima del processo di cucina. Lo schema standardizzato di Isabella usato per le ricette mostrava anche i costi approssimativi di ogni porzione, la stagionalità degli ingredienti e il numero di porzioni per piatto. Secondo la scrittrice di cucina britannica del ventesimo secolo Elizabeth David, uno dei punti di forza della scrittura di Isabella era nella "chiarezza e nei dettagli delle sue istruzioni generali, nei suoi vivaci commenti, nelle sue digressioni senza fronzoli". Margaret Beetham, la storica, osserva che uno dei punti forza del libro era il "coerente principio di organizzazione che faceva sembrare i suoi eterogenei commenti uniformi e ordinati", e portava uno stile coerente nella presentazione e nello schema. Sebbene Daly e Forman considerino tale approccio "più che stereotipato", Hughes lo vede come "la cosa più amata dai vittoriani dell'età di mezzo, un sistema".
Durante l'inverno particolarmente aspro del 1858–59 Isabella preparò la sua minestra che servì ai poveri di Pinner, "Minestra per scopi benefici"; sua sorella ricordò in seguito che Isabella "era impegnata a fare [la] minestra per i poveri, e i bambini chiamavano regolarmente con le loro latte per farsele riempire". La ricetta sarebbe diventata l'unica voce nel suo Book of Household Management che fosse sua propria. Dopo due anni di aborti, nel giugno 1859 nacque il secondo figlio della coppia; anche lui fu chiamato Samuel Orchart Beeton. Hughes vede gli aborti come ulteriore prova della sifilide di Samuel.
Fin dal 1857 i Beeton avevano preso in considerazione l'idea di usare le rubriche della rivista come la base di un libro di ricette raccolte e di consigli per la cura della casa, crede Hughes believes, e nel novembre 1859 lanciarono una serie di supplementi mensili di 48 pagine con The Englishwoman's Domestic Magazine. Il blocco di stampa per l'intera serie dei supplementi era stabilito dall'inizio, perciò l'interruzione tra ciascuna edizione era fissata a 48 pagine, indipendentemente dal testo, e in parecchi numeri il testo di una frase o di una ricetta è diviso tra la fine di una dispensa e l'inizio della successiva.
I Beeton decisero di rinnovare The Englishwoman's Domestic Magazine, particolarmente la rubrica di moda, che lo storico Graham Nown descrive come "una parte piuttosto monotona". Fecero un viaggio a Parigi nel marzo 1860 per incontrare Adolphe Goubaud, l'editore della rivista francese Le Moniteur de la Mode (Il maestro della moda). La rivista conteneva un modello di un vestito a grandezza naturale abbozzato su un pezzo di carta pieghevole perché le lettrici potessero ritagliarlo e farsi i loro vestiti. I Beeton giunsero a un accordo con Goubaud perché il francese fornisse i modelli e le illustrazioni per la loro rivista. La prima edizione a portare la nuova caratteristica apparve il 1º maggio, sei settimane dopo che la coppia era ritornata da Parigi. Per la rivista riprogettata, a Samuel si unì come curatore Isabella, che era descritta come "curatrice" ("Editress") Oltre a essere co-curatori, i due erano anche soci paritari. Isabella portò un'efficienza e un forte acume per gli affari nell'approccio normalmente disordinato e finanziariamente dispendioso di Samuel. Ella si unì a suo marito nel lavoro, viaggiando giornalmente in treno fino all'ufficio, dove la sua presenza causò un'agitazione tra i pendolari, la maggior parte di loro erano maschi. Nel 1860 Isabella e Samuel fecero un viaggio a Killarney, Irlanda, per due settimane di vacanza, lasciando il figlio a casa con l'infermiera. I Beeton si godettero il giro turistico, anche nei giorni in cui pioveva, rimasero dentro il loro albergo e lavorarono sulla successiva edizione di The Englishwoman's Domestic Magazine. Isabella fu impressionata dal cibo che veniva loro servito, e scrisse nel suo diario che i pranzi erano "condotti proprio nello stile francese".
Nel settembre 1861 i Beeton fecero uscire una nuova pubblicazione settimanale chiamata The Queen, the Ladies' Newspaper (La Regina, il giornale delle donne). Impegnati a gestire i loro altri titoli, i Beeton assunsero Frederick Greenwood come direttore.

## Mrs Beeton's Book of Household Managemente successivamente, 1861–65
La versione completa di Mrs Beeton's Book of Household Management (Il libro di gestione domestica di Mrs Beeton), consistente nella raccolta dei 24 inserti mensili, fu pubblicata il 1º ottobre 1861; divenne uno dei maggiori eventi editoriali del diciannovesimo secolo. Isabella incluse nel libro un esteso "Indice analitico" di 26 pagine. Sebbene non fosse un'innovazione — era usato nella rivista The Family Friend (L'amico di famiglia) fin dal 1855 — Hughes considera l'indice nel Book of Household Management to be "favolosamente dettagliato e dotato di esaurienti riferimenti incrociati". Delle 1.112 pagine, oltre 900 contenevano ricette. Il resto forniva consigli sulla moda, la cura dei bambini, l'allevamento degli animali, i veleni, la gestione della servitù, la scienza, la religione, il pronto soccorso e l'importanza dell'uso di prodotti locali e stagionali. Nel suo primo anno di pubblicazione, il libro vendette 60.000 copie. Esso rifletteva i valori vittoriani, particolarmente il duro lavoro, la parsimonia e la pulizia. Christopher Clausen, nel suo studio delle classi medie britanniche, ritiene che Isabella "riflettesse meglio di chiunque altro, e per un pubblico più grande, il messaggio ottimistico che l'Inghilterra del periodo medio dell'età vittoriana fosse piena di opportunità per coloro che erano pronti a imparare come trarre vantaggio da esse". La scrittrice di alimentazione Annette Hope pensa che "si può capire il suo successo. Se ... le giovani signore non sapevano nulla di organizzazioni domestiche, nessun libro migliore di questo avrebbe potuto essere ideato per loro."

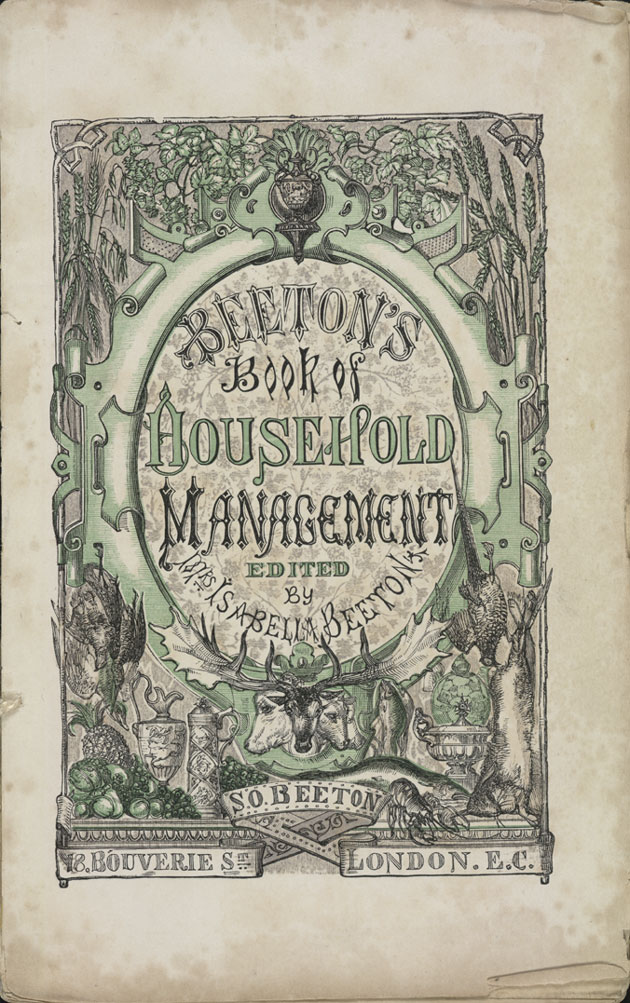
Frontespizio di Mrs Beeton's Book of Household Management, pubblicato nel 1861

Le critiche per Book of Household Management furono positive. Il critico del London Evening Standard riteneva che Isabella si fosse guadagnata una reputazione nelle case, notando che era "riuscita a produrre un volume di cui si dovrà, per gli anni a venire, fare molto tesoro in ogni casa inglese". Il critico del Saturday Review scrisse che "per un repertorio realmente prezioso di suggerimenti su tutti i tipi di questioni domestiche, raccomandiamo Mrs Beeton con pochi dubbi". L'anonimo recensore di The Bradford Observer riteneva che "le informazioni fornite ... appiaono intelligibili ed esplicite"; il recensore lodava anche la disposizione delle ricette, che metteva in evidenza i dettagli relativi agli ingredienti, alla stagionalità e ai tempi richiesti. Scrivendo in The Morning Chronicle, un anonimo commentatore opinò che "Mrs Beeton non ha omesso niente che tenda al conforto delle massaie, o faciliti i molti piccoli problemi e cure che toccano in sorte a ogni moglie e madre. Ella può prevedere sicuramente che questo libro in futuro avrà la precedenza su ogni altro sullo stesso argomento." Per l'edizione del 1906 del libro, il recensore di The Illustrated London News considerava l'opera "un formidabile corpo di dottrina domestica", e pensava che "il libro è quasi di prima grandezza".
Le decisioni d'affari di Samuel dal 1861 furono improduttive e inclusero un incauto investimento nell'acquisto di carta — nel quale perse 1.000 sterline — e un processo per conti non pagati. La sua hubris nelle questioni d'affari fu causa di difficoltà finanziarie e all'inizio del 1862 la coppia si era trasferita dalla sua confortevole casa di Pinner nei locali sopra il suo ufficio. L'aria del centro di Londra non contribuì alla salute del figlio dei Beeton, che cominciò a sentirsi male. Tre giorni dopo Natale la sua salute peggiorò e morì alla vigilia di Capodanno del 1862 all'età di tre anni; il suo certificato di morte indicava come causa "scarlattina repressa" (suppressed scarlatina) e "laringite" (laryngitis). Nel marzo 1863 Isabella scoprì di essere di nuovo incinta, e in aprile la coppia si trasferì in una casa a Greenhithe, Kent; il loro figlio, al quale misero nome Orchart, nacque la vigilia di Capodanno del 1863. Sebbene la coppia avesse avuto problemi finanziari, godette di relativa prosperità durante il 1863, aumentata dalla vendita di The Queen a Edward Cox a metà dell'anno.
A metà del 1864 i Beeton visitarono di nuovo i Goubaud a Parigi — la terza visita della coppia alla città — e Isabella era incinta durante la visita, proprio come lo era stata l'anno precedente. Al suo ritorno in Gran Bretagna cominciò a lavorare su una versione ridotta di Book of Household Management , che doveva intitolarsi The Dictionary of Every-Day Cookery (Il dizionario della cucina quotidiana). Il 29 gennaio 1865, mentre lavorava sulle bozze del dizionario, entrò in travaglio; il bambino — Mayson Moss — nacque quel giorno. Isabella cominciò a sentirsi febbricitante il giorno seguente e morì di febbre puerperale il 6 febbraio, all'età di 28 anni.

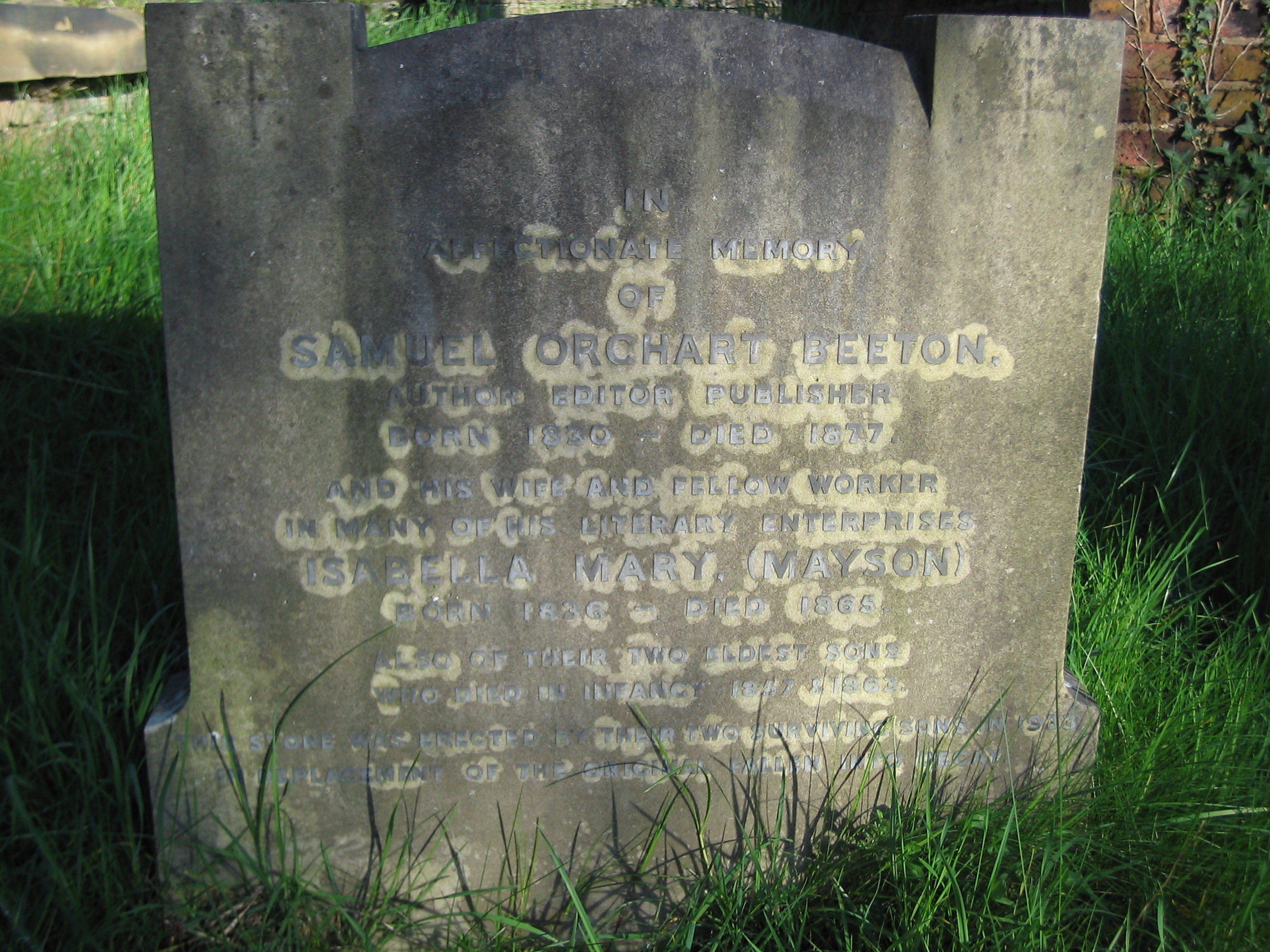
Lapide di Samuel e Isabella, Cimitero di West Norwood

Isabella fu sepolta nel Cimitero di West Norwood l'11 febbraio. Quando The Dictionary of Every-Day Cookery fu pubblicato nello stesso anno, Samuel aggiunse alla fine un tributo a sua moglie:
(Samuel Beeton, The Dictionary of Every-Day Cookery)

## Retaggio
Nel maggio 1866, in seguito a un grave declino nelle sue fortune finanziarie, Samuel vendette i diritti sul Book of Household Management  a Ward, Lock and Tyler (in seguito Ward Lock & Co). La scrittrice Nancy Spain, nella sua biografia di Isabella, riferisce che, dati i soldi che la società fece con l'opera dei Beeton, "sicuramente nessun uomo fece mai un affare peggiore o più inadeguato" di Samuel. Nelle successive pubblicazioni Ward Lock soppresse i dettagli sulle vite dei Beeton — specialmente la morte di Isabella — al fine di proteggere il suo investimento lasciando pensare ai lettori che ella fosse ancora viva e impegnata a creare ricette — ciò che la Hughes considera essere "censura intenzionale". Quelle edizioni successive continuarono a stabilire il collegamento con Isabella in ciò che la Beetham considera essere una "politica di marketing spietata che era cominciata con Beeton ma portata avanti con vigore da Ward, Lock e Tyler". Quei volumi successi che portavano il nome di Isabella divennero meno riflessivi dell'originale. A partire dalla sua pubblicazione iniziale, il Book of Household Management  è stato pubblicato in numerose edizioni rilegate o in brossura, tradotto in varie lingue e non è mai stato fuori stampa.

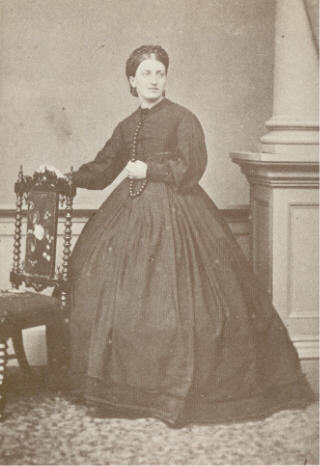
Isabella nel 1860

Isabella e la sua opera principale sono stati soggetti a critiche nel corso del ventesimo secolo. Elizabeth David si lamenta di ricette che sono "a volte fatte in fretta e fuorvianti", sebbene riconosca che anche la Larousse gastronomique di Prosper Montagné contiene errori. La cuoca televisiva Delia Smith ammette che era sconcertata su "come diamine il libro di Mrs Beeton riuscisse a eclissare completamente ... l'opera superiore [di Acton]", mentre la sua collega chef, Clarissa Dickson Wright, ritiene che "Sarebbe ingiusto incolpare una qualsiasi persona o libro per il declino della cucina inglese, ma Isabella Beeton e il suo onnipresente libro hanno davvero molto di cui rispondere." In confronto, la scrittrice di cucina Bee Wilson opina che denigrare l'opera di Isabella fosse solo una posizione "alla moda" da assumere e che la scrittura della cuoca "ti fa semplicemente venire voglia di cucinare". Christopher Driver, il giornalista e critico del cibo, suggerisce che la "relativa stagnazione e necessità di raffinatezza nella cucina indigena di Gran Bretagna tra il 1880 e il 1930" possono invece essere spiegate dal "progressivo svilimento ad opera di successivi curatori, revisori e ampliatori". La David commenta che "quando le cuoche inglesi alla buona" erano attive nelle loro cucine, "seguivano ricette inglesi alla buona e principalmente quelle dei libri di Mrs Beeton o i loro derivati". La Dickson Wright considera la Beeton una "affascinante fonte di informazione" da un punto di vista della storia sociale, e Aylett e Ordish considerano l'opera "la migliore e più affidabile guida per lo studioso della storia domestica della media età vittoriana".
Malgrado le critiche, Clausen osserva che "'Mrs. Beeton' è ... stato per oltre un secolo il libro di cucina inglese standard, superando frequentemente le vendite di ogni altro libro tranne la Bibbia". Secondo l'Oxford English Dictionary, il termine Mrs Beeton divenne usato come nome generico per "un'autorità su materie culinarie e domestiche" fin dal 1891, e Beetham opina che "'Mrs. Beeton' sia divenuto un marchio, un nome commerciale". In una recensione di Gavin Koh pubblicata in un numero del 2009 di The BMJ, Mrs Beeton's Book of Household Management fu definito un classico della medicina. Nel "tentativo [di Isabella] di educare il lettore medio sui comuni disturbi medici e sulla loro gestione", sostiene Koh, "ella precedette le odierne guide sulla salute della famiglia". Robin Wensley, un professore di gestione strategica, crede che "i consigli e la guida di Isabella sulla gestione domestica si possano applicare anche alla gestione aziendale, e le sue lezioni sull'argomento hanno resistito alla prova del tempo meglio di alcuni dei suoi consigli sulla cucina o l'etichetta.
In seguito alla trasmissione radiofonica di Meet Mrs. Beeton (Vi presento Mrs. Beeton), una commedia del 1934 in cui Samuel era rappresentato in una luce poco lusinghiera, e Mrs Beeton, un documentario del 1937, Mayston Beeton lavorò con H. Montgomery Hyde per produrre la biografia Mr and Mrs Beeton, sebbene il completamento e la pubblicazione furono rimandati fino al 1951. Nel frattempo Nancy Spain published Mrs Beeton and her Husband (Mrs Beeton e suo marito) nel 1948, aggiornato e rintitolato nel 1956 The Beeton Story (La storia dei Beeton). Nella nuova edizione la Spain accennava, ma non chiariva, la possibilità che Samuel avesse contratto la sifilide. Seguirono altre biografie, compresa quella della storica Sarah Freeman, che scrisse Isabella and Sam in 1977; Mrs Beeton: 150 Years of Cookery and Household Management (Mrs Beeton: 150 anni di cucina e di gestione domestica) di Nown, pubblicata il 150º anniversario del compleanno di Isabella, e The Short Life and Long Times of Mrs Beeton (La breve vita e i lunghi tempi di Mrs Betton) di Hughes, pubblicata nel 2006. Isabella fu ignorata dal Dictionary of National Biography per molti anni: mentre Acton fu incluso nel primo volume pubblicato del 1885, Isabella non ebbe una sua voce fino al 1993.
Ci sono state parecchie trasmissioni televisive su Isabella. Nel 1970 Margaret Tyzack la rappresentò in una esibizione solista scritta da Rosemary Hill, nel 2006 Anna Madeley interpretò Isabella in un docudrama, e Sophie Dahl presentò un documentario, The Marvellous Mrs Beeton (La meravigliosa Mrs Beeton), lo stesso anno.
La storica letteraria Kate Thomas vede Isabella come "una potente forza nella creazione della vita domestica della classe media vittoriana", mentre la Oxford University Press, pubblicizzando un'edizione ridotta del Book of Household Management, considera l'opera di Isabella come un "testo fondante" e "una forza nella formazione" dell'identità della classe media dell'era vittoriana. All'interno di quella identità, la storica Sarah Richardson pensa che una delle conquiste della Beeton fu l'integrazione di diversi filoni della scienza domestica in un unico volume, che "elevò il ruolo della donna di casa della classe media ... ponendolo in un contesto più ampio e pubblico". Nown cita un accademico anonimo che pensava che "Il Mrs Beetonismo abbia preservato la famiglia come unità sociale, e reso le riforme sociali una possibilità", mentre Nicola Humble, nella sua storia dell'alimentazione britannica vede The Book of Household Management  come "un motore di cambiamento sociale" che condusse a un "nuovo culto della vita domestica che doveva giocare un ruolo di primaria importanza nella vita del periodo di mezzo dell'età vittoriana". Nown considera Isabella
()

### Annotazioni
1. ↑  La biografa di Beeton, Kathryn Hughes, ipotizza che Benjamin, "figlio di un parroco ... benché non proprio un gentiluomo, fosse affermato in un settore di attività da gentiluomini".[1]
2. ↑  Sebbene varie biografie affermino che la Beeton abitasse a Milk Lane, Hughes considera ciò parte della "leggenda" che la circonda; la nascita nella Città di Londra sarebbe avvenuta, come si dice in inglese, "entro il suono delle campane della chiesa di St Mary-le-Bow", il che avrebbe fatto di lei un'autentica cockney.[3]
3. ↑  La causa della morte fu indicata come "apoplessia" che, nota Hughes, era il termine usato per coprire una serie di disturbi inclusi alcolismo, sifilide, ictus e attacco cardiaco.[4] La storica Sarah Freeman, nella sua biografia di Beeton, ritiene che la causa della morte fosse "probabilmente febbre, forse colera".[5]
4. ↑  Il dodicesimo figlio della coppia, Alfred, era imbarazzato per il numero di bambini e per scherzo mandò a suo padre un preservativo per posta. Suo padre, scontento dell'implicazione — all'epoca i preservativi tendevano ad essere usati solo dai clienti delle prostitute — mandò via suo figlio a fare un apprendistato con la marina mercantile.[10][11]
5. ↑  La pratica delle case tedesche del ceto medio all'epoca era che la padrona di casa facesse le torte e i budini lei stessa, piuttosto che istruire il personale della casa per intraprendere il compito.[15]
6. ↑  La minestra — che richiedeva sei ore e mezza per essere fatta al costo di 11⁄2d. ("d" era un penny, 1/240 di una sterlina) per quarto di gallone — consisteva di:
"Una guancia di bue, qualsiasi pezzo di ritagli di manzo, che si possa comprare molto a buon mercato (diciamo 4 lb.), qualche osso, qualsiasi sugo di cottura che la dispensa possa fornire, 1/4 di peck [1 peck = 9,09 litri] di cipolla, 6 porri, un grosso mazzo di odori, 1/2 libbra di sedano (i pezzi esterni, o le cime verdi, vanno benissimo); 1/2 lb. di carote, 1/2 lb. di rape, 1/2 lb. di zucchero grezzo grosso, 1/2 pinta di birra, 4 lb. di riso comune o di orzo perlato; 1/2 lb. di sale, 1 oz. di pepe nero, qualche mollica di pane secco, 10 galloni d'acqua."[45]
7. ↑  Dopo essersi fusa con la rivista Harper's per diventare Harper's & Queen nel 1970, la pubblicazione divenne poi Harper's, prima della sua attuale incarnazione, Harper's Bazaar.[63][64]
8. ↑  Il titolo completo del libro era The Book of Household Management, comprising information for the Mistress, Housekeeper, Cook, Kitchen-Maid, Butler, Footman, Coachman, Valet, Upper and Under House-Maids, Lady's-Maid, Maid-of-all-Work, Laundry-Maid, Nurse and Nurse-Maid, Monthly Wet and Sick Nurses, etc. etc.—also Sanitary, Medical, & Legal Memoranda: with a History of the Origin, Properties, and Uses of all Things Connected with Home Life and Comfort (Il libro di gestione domestica, comprendente informazioni per la padrona di casa, la governante, la cuoca, la sguattera, il maggiordomo, il lacchè, il cocchiere, il valletto, le capocameriere e le cameriere semplici, la cameriera personale, la cameriera tuttofare, la lavandaia, la balia asciutta e la bambinaia, le nutrici mensili e le infermiere, ecc. ecc.—inoltre promemoria sanitari, medici e legali: con una storia dell'origine, proprietà e usi di tutte le cose connesse alla vita e alle comodità domestiche).[69]
9. ↑  In inglese, scarlatina è un nome arcaico per il moderno scarlet fever.[83]
10. ↑  Mayson divenne un giornalista per il Daily Mail; ricevette il titolo di Knight Bachelor per il suo lavoro al Ministero delle munizioni durante la Prima guerra mondiale. Il figlio maggiore dei Beeton, Orchart, passò a una carriera nell'esercito; entrambi morirono nel 1947.[89]
11. ↑  Quando Samuel morì nel 1877, all'età di 46 anni, fu seppellito accanto a sua moglie.[91]
12. ↑  Meet Mrs. Beeton, scritta da L. du Garde Peach, fu trasmessa il 4 gennaio 1934 sul Programma Nazionale della BBC; Joyce Carey interpretava Isabella e George Sanders interpretava Samuel.[107]
13. ↑  Mrs. Beeton, scritto da Joan Adeney Easdale, fu trasmesso il 9 novembre 1937 sul Programma Regionale della BBC.[108]

### Fonti
1. ↑  Hughes 2006, p. 21.
2. ↑  Hughes 2006, pp. 21, 28.
3. ↑  Hughes 2006, p. 28.
4. ↑  Hughes 2006, p. 32.
5. ↑  Freeman 1977, p. 30.
6. ↑  Hughes 2006, pp. 33-34.
7. ↑  Freeman 1977, p. 33.
8. ↑  David 1961, p. 304.
9. 1 2 3 4 5  Beetham 2012.
10. ↑  Freeman 1977, pp. 39-40.
11. ↑  Hughes 2006, p. 56.
12. 1 2 3  
 Elizabeth David, Too Many Cooks, in The Spectator, 21 ottobre 1960,  p. 45.
13. ↑  Hughes 2006, pp. 65, 67–69.
14. ↑  Humble 2006, p. 7.
15. ↑  Freeman 1989, p. 163.
16. ↑  Hughes 2006, pp. 71-72.
17. ↑  Hughes 2006, pp. 67-68.
18. ↑  Spain 1948, p. 48.
19. 1 2  Beetham 2004.
20. ↑  Hughes 2006, p. 101.
21. ↑  Spain 1948, pp. 63, 67.
22. ↑  
 Marriages, in The Times, 14 luglio 1856,  p. 1.
23. ↑  Freeman 1989, p. 164.
24. ↑  Freeman 1977, pp. 127-29.
25. ↑  Nown 1986, pp.9–10, 14.
26. ↑  Hughes 2006, p. 157.
27. ↑  Aylett e Ordish 1965, p. 224.
28. ↑   The Englishwoman's Domestic Magazine, su bl.uk, British Library. URL consultato il 27 novembre 2015 (archiviato dall'url originale il 5 gennaio 2016).
29. ↑  Forster-Walmsley 2013, loc. 2587.
30. 1 2  Freeman 1977, p. 164.
31. ↑  Nown 1986, p. 23.
32. ↑  Hughes 2006, pp. 181-83.
33. ↑  Hardy 2011, p. 203.
34. ↑   Andrea Broomfield, Rushing Dinner to the Table: The Englishwoman's Domestic Magazine and Industrialization's Effects on Middle-Class Food and Cooking, 1852–1860, in Victorian Periodicals Review, vol. 41, n. 2, estate 2008,  pp. 101-23, JSTOR 20084239.
35. ↑  Hughes 2006, pp. 198–201, 206–10.
36. ↑  
 Kathryn Hughes, Mrs Beeton and the Art of Household Management, su bl.uk, British Library. URL consultato il 27 novembre 2015 (archiviato dall'url originale il 5 gennaio 2016).
37. ↑  
 Julian Barnes, Mrs Beeton to the rescue, in The Guardian, 3 aprile 2003 (archiviato dall'url originale il 5 gennaio 2016).
38. ↑  
 Suzanne Daly e Ross G. Forman, Cooking Culture: Situating Food and Drink in the Nineteenth Century, in Victorian Literature and Culture, vol. 36, n. 2, 2008,  pp. 363-73, JSTOR 40347194.
39. ↑  Spain 1948, p. 115.
40. ↑  Freeman 1977, p. 76.
41. ↑  Paxman 2009, p. 114.
42. ↑  Freeman 1989, p. 165.
43. 1 2 3 4   Margaret Beetham, Good Taste and Sweet Ordering: Dining with Mrs Beeton, in Victorian Literature and Culture, vol. 36, n. 2, 2008,  pp. 391-406, JSTOR 40347196.
44. ↑  Hughes 2006, p. 261.
45. ↑  Beeton 1861, p. 65.
46. ↑  
 Lucy Smiles, Mrs Beeton, in The Times, 6 febbraio 1932,  p. 13.
47. ↑  Nown 1986, pp. 41-42.
48. ↑  Snodgrass 2004, p. 93.
49. ↑  Spain 1948, p. 124.
50. ↑  La scrittrice Nancy Spain, nella sua biografia di Isabella, colloca il mese di nascita a settembre,[49] mentre Freeman fissa la nascita in autunno.[30]
51. ↑  Hughes 2006, pp. 265-66.
52. ↑  Hughes 2006, p. 188.
53. ↑   Polly Russell, Mrs Beeton, the first domestic goddess, in Financial Times, 3 dicembre 2010 (archiviato dall'url originale il 5 gennaio 2016).
54. ↑  Allen e van den Berg 2014, p. 49.
55. ↑  Cox e Mowatt 2014, p. 176.
56. ↑  Nown 1986, p. 90.
57. ↑  Spain 1948, p. 127.
58. ↑  Hughes 2006, pp. 269-77.
59. ↑  Hughes 2006, pp. 181, 272, 275–76.
60. ↑  Nown 1986, pp. 12, 96.
61. ↑  Hyde 1951, pp. 85-87.
62. ↑  Freeman 1989, p. 281.
63. ↑  Beetham 2003, p. 9.
64. ↑   Sarah Williams, The First Domestic Goddess, in The Daily Mail, 7 ottobre 2006,  p. 85.
65. ↑  Freeman 1977, pp. 178-79.
66. ↑  Beeton 1861, p. iii.
67. ↑  Hughes 2006, p. 282.
68. ↑  Spain 1948, p. 164.
69. ↑  Wilson e Wilson 1983, p. 175.
70. ↑  Humble 2006, p. 8.
71. ↑  Hughes 2006, p. 241.
72. ↑  Hughes 2006, pp. 255-58.
73. 1 2   Isabella Beeton, su orionbooks.co.uk, Orion Publishing Group. URL consultato il 1º dicembre 2015 (archiviato dall'url originale il 5 gennaio 2016).
74. ↑   Martha Nichols, Home is Where the Dirt is, in The Women's Review of Books, vol. 17, n. 9, giugno 2000,  pp. 9-11, JSTOR 4023454.
75. 1 2   Christopher Clausen, How to Join the Middle Classes: With the Help of Dr. Smiles and Mrs. Beeton, in The American Scholar, vol. 62, n. 3, estate 1993,  pp. 403-18, JSTOR 41212151.
76. ↑  Hope 2005, p. 163.
77. ↑   Literary Summary, in London Evening Standard, 20 febbraio 1862,  p. 3.
78. ↑  Hughes 2006, pp. 282-83.
79. ↑   Literary Notices, in The Bradford Observer, 29 marzo 1860,  p. 7.
80. ↑   Literature, in The Morning Chronicle, 28 febbraio 1862,  p. 3.
81. ↑   New Books and New Editions, in Illustrated London News, 17 febbraio 1906,  p. 232.
82. ↑  Hughes 2006, pp. 301–03, 306–08.
83. ↑  Hughes 2006, p. 308.
84. ↑  Freeman 1977, pp. 226-27.
85. ↑  Freeman 1977, pp. 227-28.
86. ↑  Hughes 2006, p. 301.
87. ↑  Hughes 2006, pp. 314–16, 319.
88. ↑  Freeman 1977, pp. 228-30.
89. ↑  Spain 1948, p. 255.
90. ↑  Hughes 2006, p. 319.
91. ↑  Spain 1948, p. 254.
92. ↑  Beeton, 1865.
93. ↑  Spain 1948, p. 240.
94. ↑  Hughes 2006, p. 4.
95. ↑   Search results for 'Mrs Beeton', su worldcat.org, WorldCat. URL consultato il 7 gennaio 2016 (archiviato dall'url originale il 7 gennaio 2016).
96. ↑  Hardy 2011, p. 8.
97. ↑  Dickson Wright 2011, p. 372.
98. ↑   Bee Wilson, Good egg; Food – You can't beat Mrs Beeton, says Bee Wilson, in New Statesman, 18 settembre 2000,  p. 29.
99. ↑  Driver 1983, pp. 13-14.
100. ↑  David 1961, pp. 26-27.
101. ↑  Dickson Wright 2011, p. 374.
102. ↑  Aylett e Ordish 1965, p. 226.
103. ↑   The language of cooking: from 'Forme of Cury' to 'Pukka Tucker', su blog.oxforddictionaries.com, Oxford University Press. URL consultato il 1º dicembre 2015 (archiviato dall'url originale il 5 gennaio 2016).
104. ↑   Mrs, n.1, su Oxford English Dictionary. URL consultato il 1º dicembre 2015 (archiviato dall'url originale il 5 gennaio 2016).
105. ↑   Gavin Koh, Medical Classics; The Book of Household Management, in The BMJ, vol. 339, n. 7723, 26 settembre 2009,  p. 755, DOI:10.1136/bmj.b3866, JSTOR 25672776.
106. ↑   Robin Wensley, Isabella Beeton: Management as 'Everything in its Place', in Business Strategy Review, vol. 7, n. 1, marzo 1996, DOI:10.1111/j.1467-8616.1996.tb00113.x.
107. ↑  
 Meet Mrs Beeton, su Genome (Radio Times 1923–2009), BBC. URL consultato il 2 dicembre 2015 (archiviato dall'url originale il 5 gennaio 2016).
108. ↑   Mrs Beeton, su Genome (Radio Times 1923–2009), BBC. URL consultato il 2 dicembre 2015 (archiviato dall'url originale il 5 gennaio 2016).
109. 1 2   Mark Brown, Mrs Beeton couldn't cook but she could copy, reveals historian, su The Guardian, 2 giugno 2006 (archiviato dall'url originale il 5 gennaio 2016).
110. ↑  Hughes 2006, pp. 401-07.
111. ↑   Solo: Margaret Tyzack as Mrs Beeton, su Genome (Radio Times 1923–2009), BBC. URL consultato il 2 dicembre 2015 (archiviato dall'url originale il 5 gennaio 2016).
112. ↑   The Secret Life of Mrs Beeton, su Genome (Radio Times 1923–2009), BBC. URL consultato il 2 dicembre 2015 (archiviato dall'url originale il 5 gennaio 2016).
113. ↑   The Marvellous Mrs Beeton, with Sophie Dahl, su bbc.co.uk, BBC. URL consultato il 2 dicembre 2015 (archiviato dall'url originale il 5 gennaio 2016).
114. ↑   Kate Thomas, Arthur Conan Doyle and Isabella Beeton, in Victorian Literature and Culture, vol. 36, n. 2, 2008,  pp. 375-90, JSTOR 40347195.
115. ↑   Mrs Beeton's Book of Household Management, su oup.co.uk, Oxford University Press. URL consultato il 2 dicembre 2015 (archiviato dall'url originale il 2 novembre 2007).
116. ↑   Mrs Beeton's Book of Household Management, su global.oup.com, Oxford University Press. URL consultato il 2 dicembre 2015 (archiviato dall'url originale il 5 gennaio 2016).
117. ↑  Richardson 2013, p. 42.
118. ↑  Nown 1986, p. 60.
119. ↑  Humble 2006, pp. 14-15.
120. ↑  Nown 1986, p. 116.